# Букле, Питер ван
Питер ван Букле (нидерл. Peter van Boucle; около 1610, Антверпен, Брабант — 1673[…], Париж) — фламандский художник, работавший во Франции, мастер натюрмортов.

## Биография

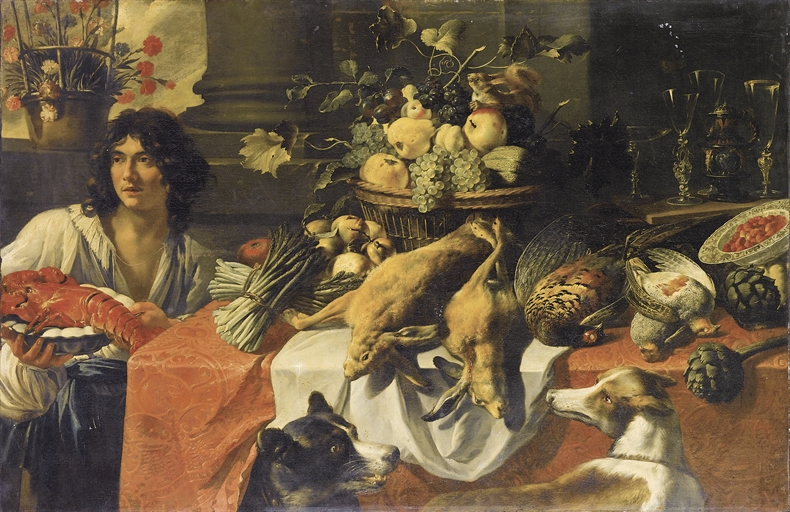
Натюрморт с битой дичью, фруктами, артишоками, спаржей, юношей, кладущим на блюдо омара, и двумя собаками

Родился в начале XVII века в Антверпене в семье второстепенного гравёра Карела ван Букле, который в 1603 году стал членом антверпенской художественной Гильдии Святого Луки, а в 1617 году переехал вместе с сыном Питером в Париж, где поселился в квартале Сен-Жермен-де-Пре.
В Париже в то время работала целая группа мастеров натюрморта, французов и фламандцев. Питер ван Букле вместе с Любеном Боженом какое-то время работал в мастерской у придворного живописца Симона Вуэ, где они занимались, в частности, изготовлением эскизов для гобеленов.
В дальнейшем Питер ван Букле в рекламных целях утверждал, что является учеником Франса Снейдерса, однако современные искусствоведы не обнаружили прямых подтверждений этому. Несомненно, однако, что натюрморты кисти Букле обнаруживают большое влияние работ Снейдерса, с манерой которого Букле был хорошо знаком. Его работы также обнаруживают сходство с произведениями французских мастеров натюрморта, работавших в Париже в то же время (Луиза Муайон, Жак Линар и др.).
В соответствии со вкусами своего времени Питер ван Букле создавал натюрморты, изображающие дорогостоящие фрукты и вина в роскошной посуде из позолоченного серебра и хрусталя, а также рыбу и битую дичь. Как и Снейдерс, Букле нередко оживлял свои работы изображениями живых животных и птиц: собак, кошек, голубей, попугаев… Букле работал по заказам аристократии, и многие из написанных им картин до сих пор находятся в частных собраниях.
Питер ван Букле скончался в 1673 году в Париже. По словам его раннего французского биографа Флорана ле Конта, он умер в нищете, вызванной его «распутным образом жизни» (вероятно, под этим подразумевается алкоголизм), хотя ранее его картины были востребованы и пользовались значительным успехом.

## Галерея

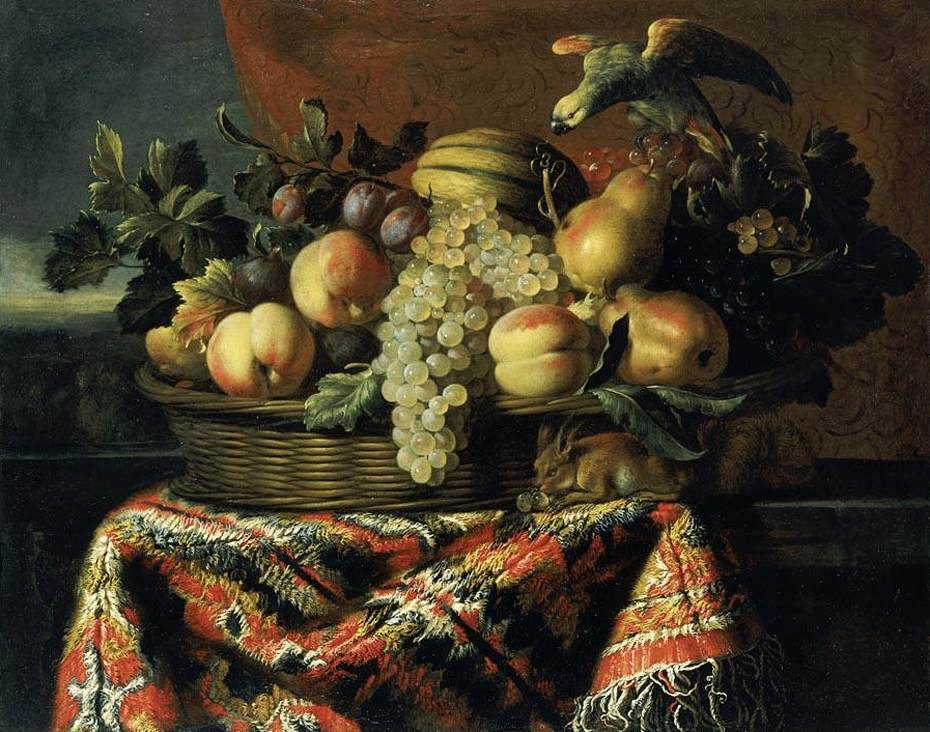
Натюрморт с фруктами, белкой и попугаем
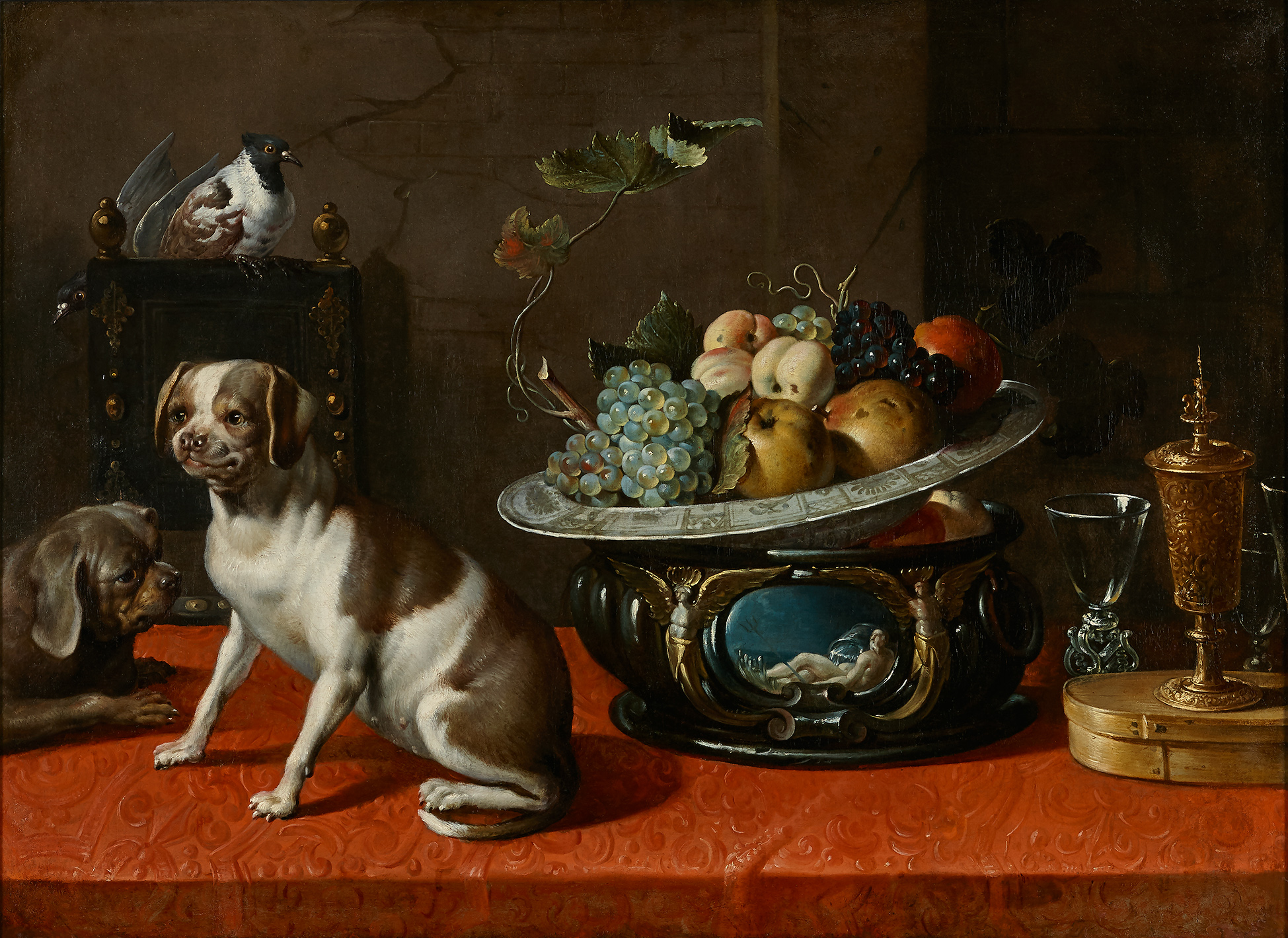
Натюрморт с фруктами, собаками и голубями
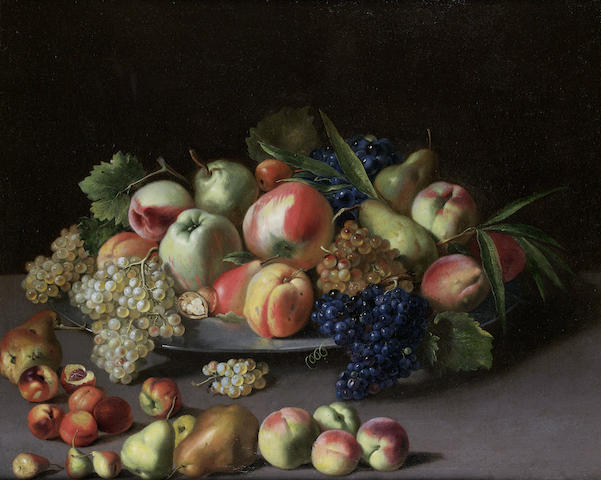
Натюрморт с фруктами
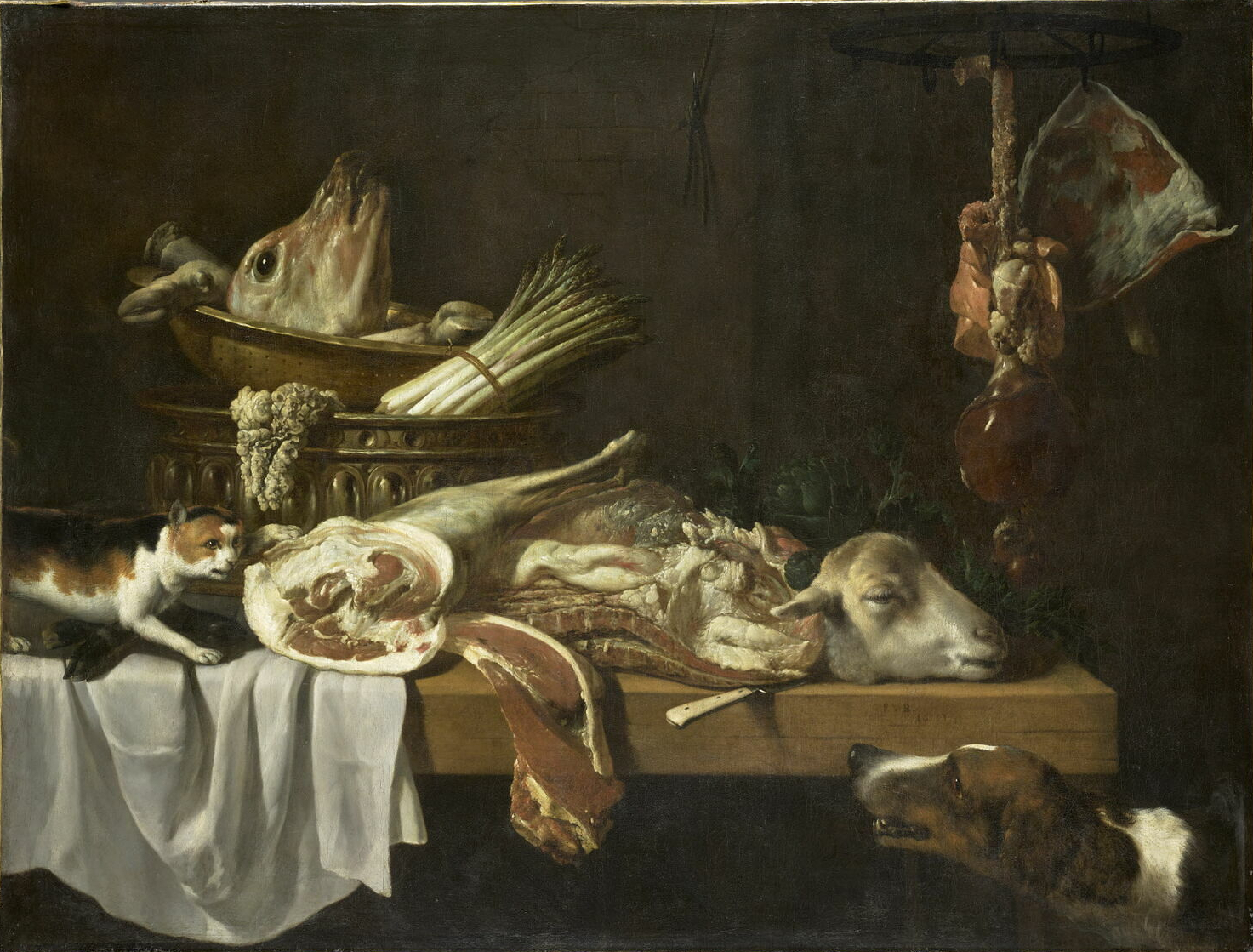
Интерьер мясной лавки с кошкой и собакой
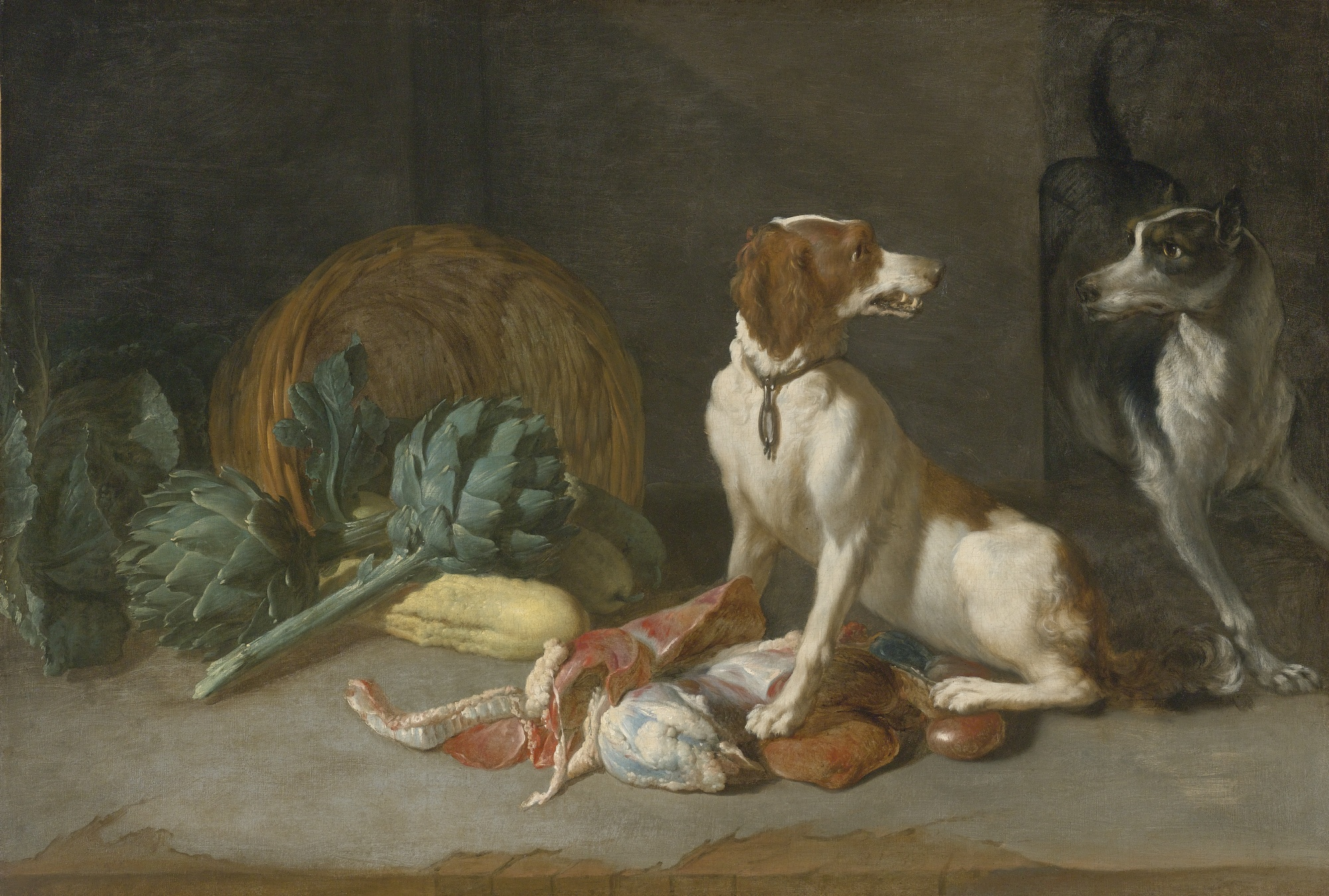
Натюрморт с артишоками, корзиной, кабачками, двумя собаками и мясными потрохами
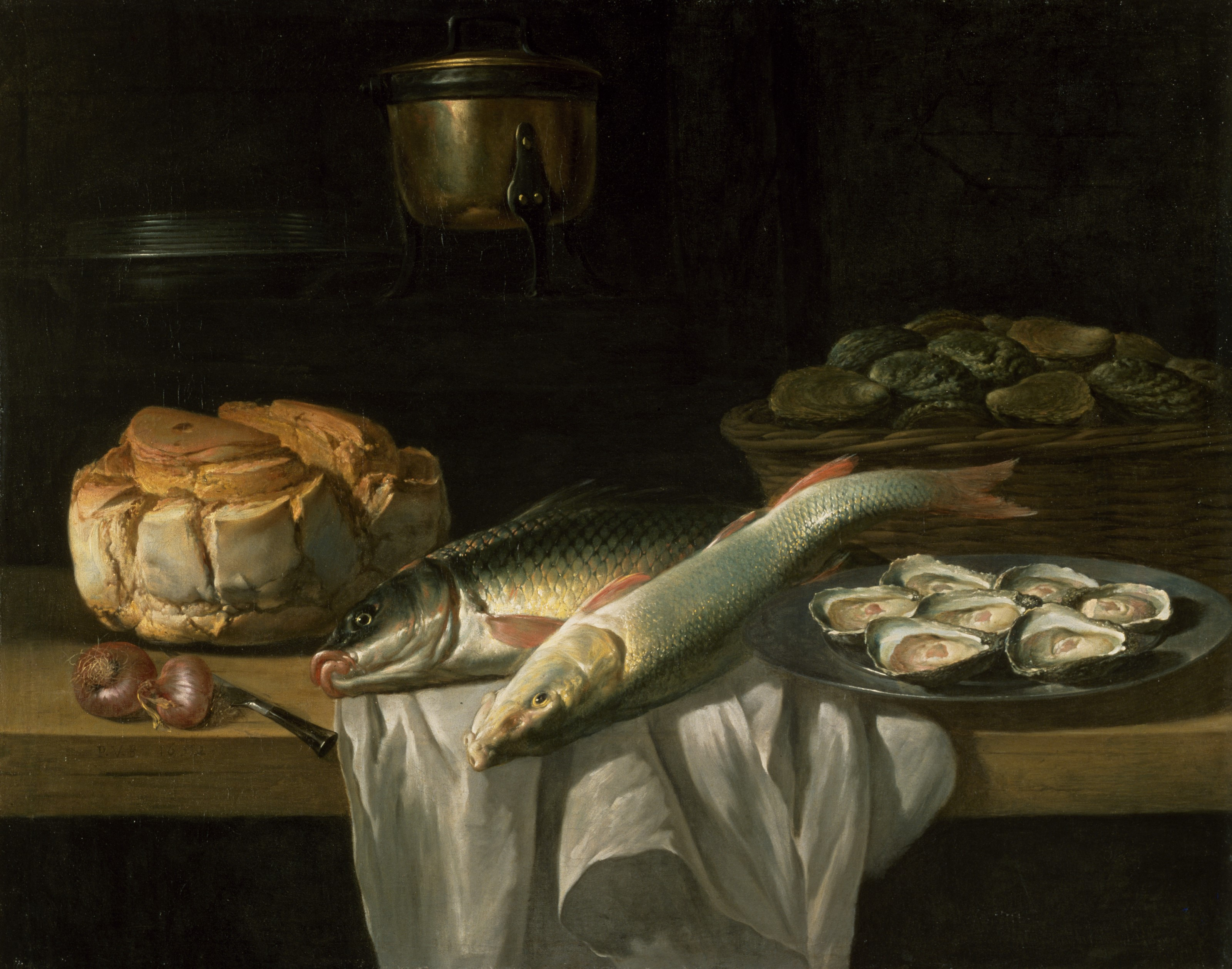
Натюрморт с карпом и щукой
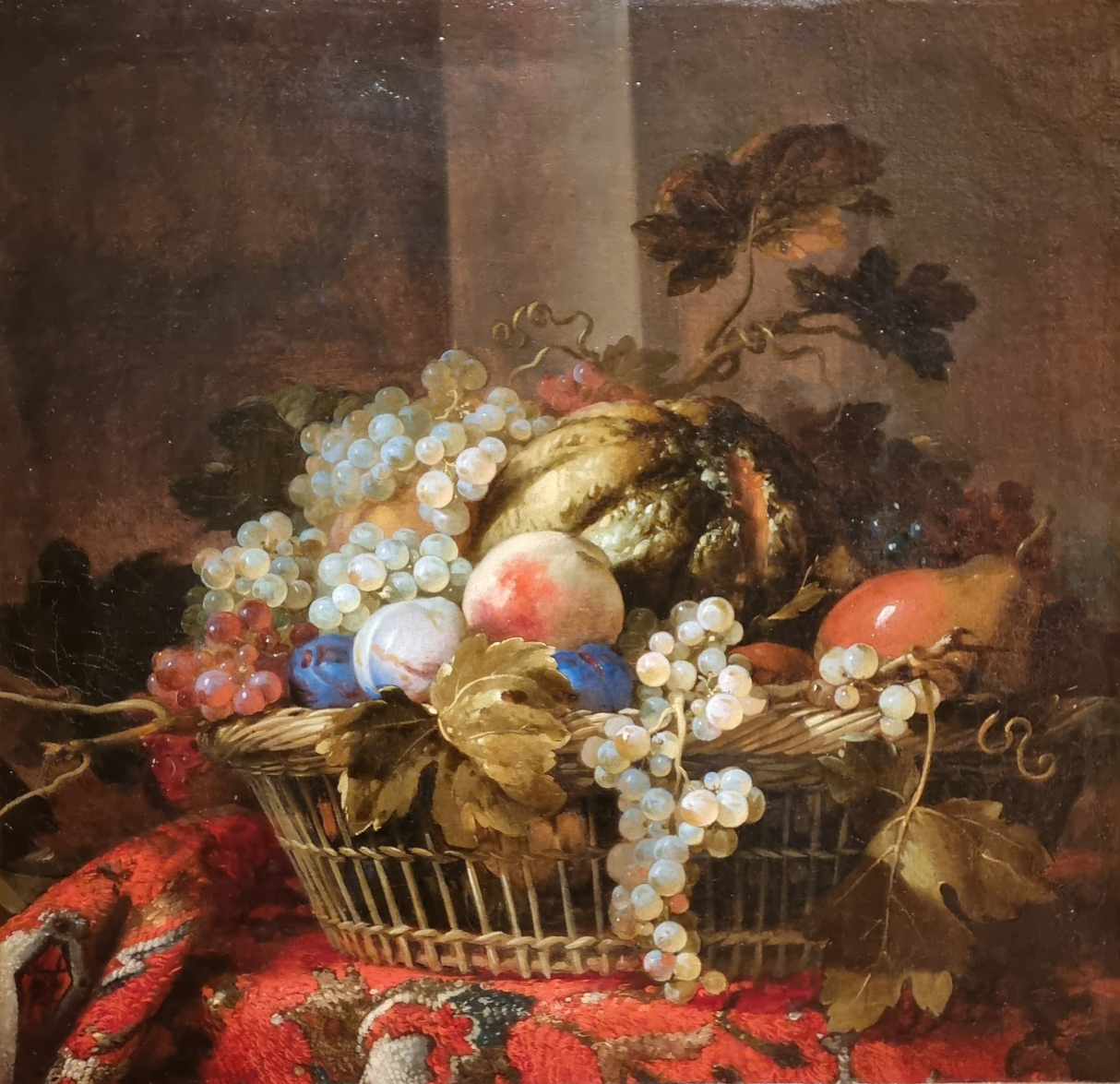
Натюрморт с корзиной плодов
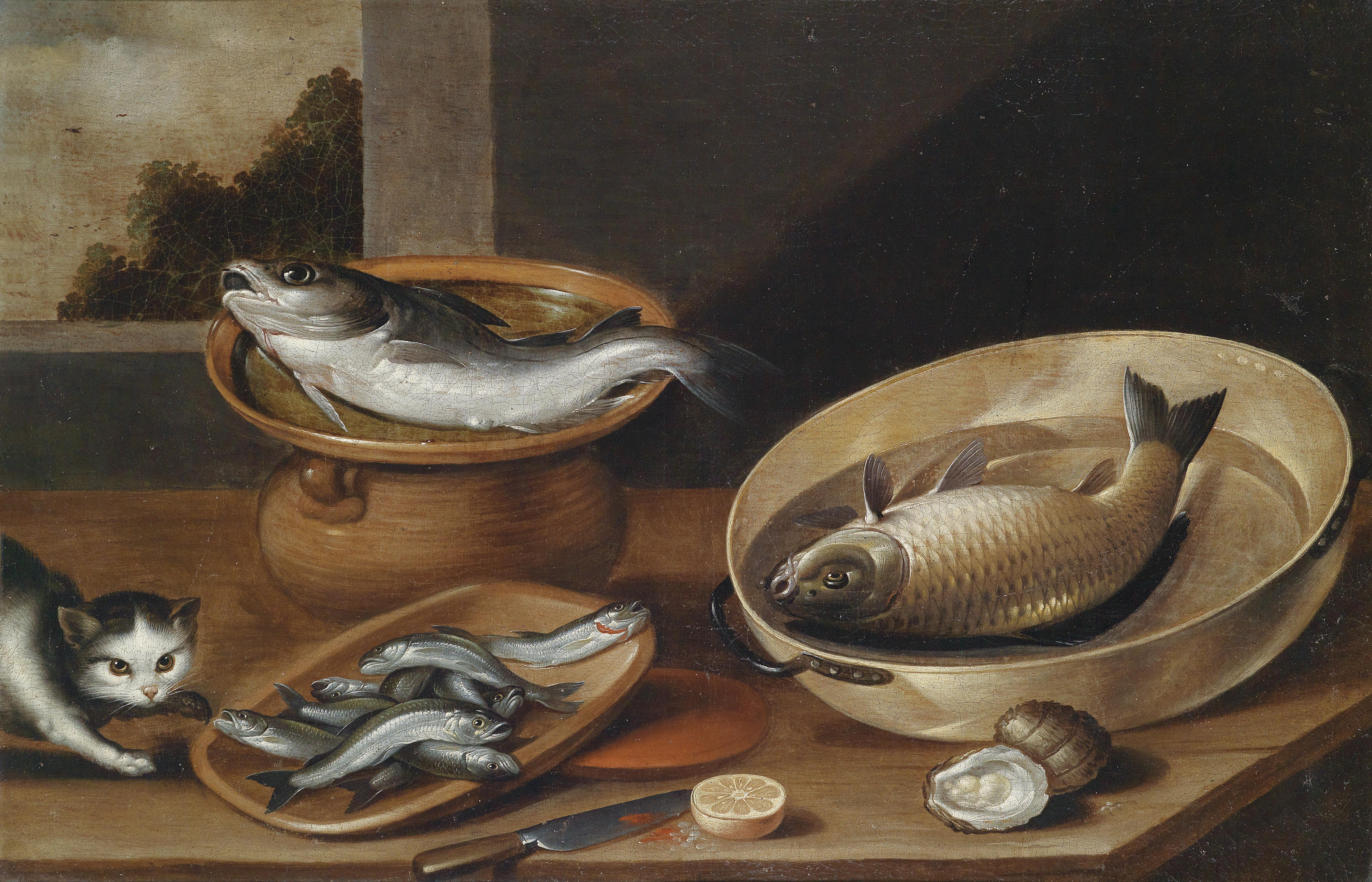
Натюрморт с рыбами и крадущимся котом